# Franz Heritsch
Franz Heritsch (Graz, 26 de diciembre de 1882-ib., 17 de abril de 1945) fue un geólogo y paleontólogo austríaco.
Estudió en la Universidad de Graz, donde se doctoró en 1906 y consiguió la habilitación de geología en 1909 y la de paleontología en 1915. Empezó a trabajar como profesor de gimnasio hasta 1921, cuando pasó a ser profesor de geología y paleontología en la Universidad de Graz. Fue miembro de pleno derecho de la Academia Austríaca de Ciencias de Viena y de Leopoldina.
Su hijo fue el mineralogista Haymo Heritsch.

## Trabajos (selección)
- Untersuchungen zur Geologie des Paläozoikums von Graz. I. Die Fauna und Stratigraphie der Schichten mit Heliolites Barrandei (1915)
- Untersuchungen zur Geologie des Paläozoikums von Graz. II. Die geologische Stellung der Schichten mit Heliolites Barrandei in der Umgebung von Graz (mit Ausschuß des Hochlantschgebietes) (1917)
- Untersuchungen zur Geologie des Paläozoikums von Graz. III. Das Davon der Hochlantschgruppe. IV. Die tieferen Stufen des Paläozoikums von Graz (1917)
- Geologischer Führer durch die Zentralalpen östlich von Katschberg und Radstädter Tauern (1926)
- Faunen aus dem Silur der Ostalpen (1929)
- Versteinerungen aus dem Karbon der Karawanken und Karnischen Alpen (1931)